# Villastellone
Villastellone (piemontesisch Vilastlon oder Vila dë Stlon) ist eine Gemeinde in der italienischen Metropolitanstadt Turin (TO), Region Piemont.

## Lage und Einwohner
Villastellone liegt knapp 20 km südlich von Turin in einem flachen Gebiet nahe des Po  Der Ort liegt auf einer Höhe von 234 m über dem Meeresspiegel. Das Gemeindegebiet umfasst eine Fläche von 19 km² und hat 4362 Einwohner (Stand 31. Dezember 2023). Die Gemeinde besteht aus den Ortsteilen (Frazioni) Borgo Cornalese, Cascina Monache, Fontanacervo, Fortepasso und Tetti Mauritti. 
Die Nachbargemeinden sind Moncalieri, Cambiano, Santena, Poirino, Carignano und Carmagnola.

## Geschichte

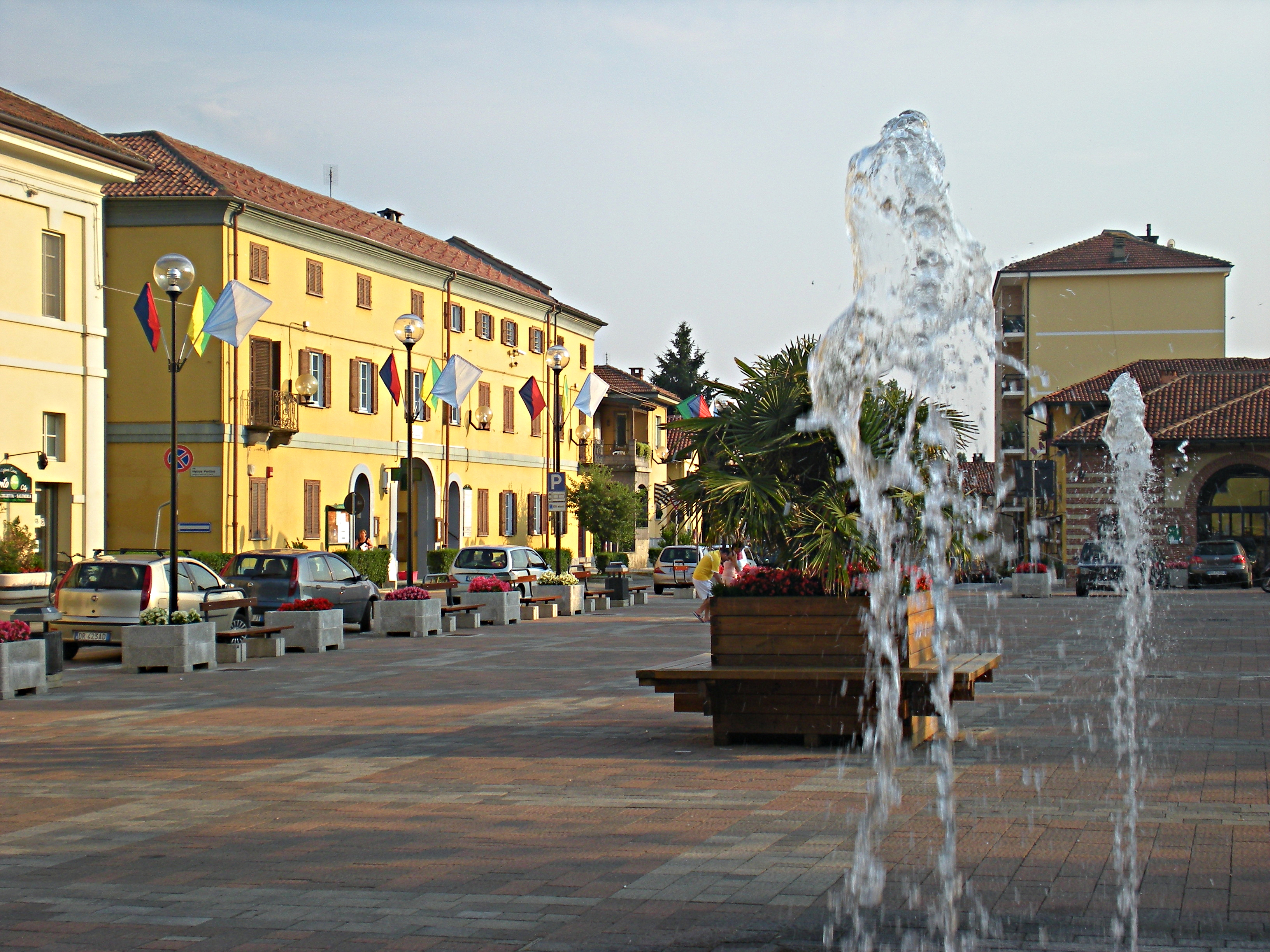
Zentrum

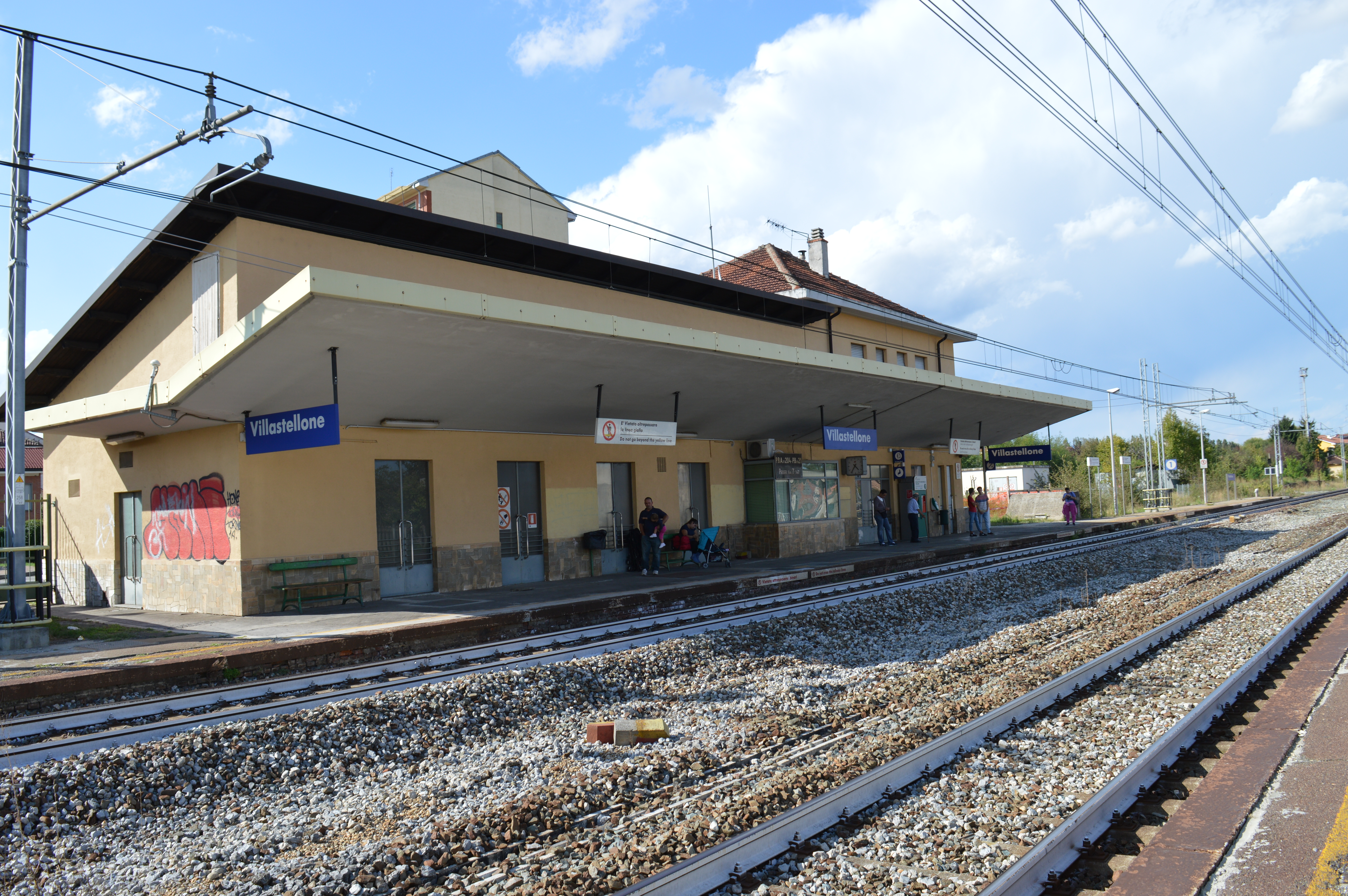
Bahnhof

Villastellone wurde 1245 unter dem Namen Villanova San Martino gegründet, ab 1279 als „Villa Sancti Martini de Stellono“ bezeugt, eine Form des Kompromisses mit dem heutigen Namen, in dem der Bezug zum nahegelegenen Fluss, der seit 1142 als Stellonus dokumentiert ist, deutlich zu erkennen ist. Sein Ursprung geht daher auf das 13. Jahrhundert zurück, als die mächtige Stadt Chieri beschloss, in der Gegend ein befestigtes Dorf zu errichten, das als Verteidigung gegen den Markgrafen von Saluzzo dienen sollte. 
Die häufigen Überschwemmungen, der verheerende Brand, der die Stadt 1325 fast vollständig zerstörte, und die anhaltenden französischen und spanischen Invasionen machten die Lebensbedingungen der Bewohner jedoch über Jahrhunderte hinweg sehr schwierig. Im Jahr 1564 gelang es ihm auf Geheiß des Herzogs Emanuele Filiberto von Savoyen, die Autonomie vom nahegelegenen Chieri zu erlangen.
Das 17. Jahrhundert war auch von dramatischen Ereignissen geprägt, wie der schrecklichen Pest, die die Bevölkerung dezimierte, und den Auswirkungen des Krieges zwischen den Savoyen und Frankreich, der zu Bränden und Verwüstungen führte. Erst um 1720 gelangte die Stadt wieder in die Hände von Vittorio Amedeo II. von Savoyen, und damit in die Hände der Villa nobles, wo eine Phase des Wiederaufbaus begann. Im Jahr 1735 wurde der Architekt Filippo Juvarra, der gerade das nahegelegene Jagdschloss Stupinigi fertiggestellt hatte, mit dem Entwurf einer herrschaftlichen Villa mit angrenzendem englischen Park beauftragt.
1860 wurde an der bereits bestehenden Eisenbahnlinie Trofarello-Cavallermaggiore-Savigliano, die 1853 eröffnet wurde. ein Bahnhof gebaut. Das alte Passagiergebäude wurde am 7. Oktober 1944 vollständig dem Erdboden gleichgemacht als die in der Gegend stationierte nationalsozialistische Garnison beschloss, die gesamte Munition über den Fluss zu transportieren. Der Widerstand teilte die Nachricht den alliierten Streitkräften und R.A.F.-Flugzeugen mit. Diese bombardierten den mit Sprengstoff beladenen Zug. Die Explosionen folgten drei Tage lang aufeinander und zerstörten das gesamte umliegende Viertel mit den Industriesiedlungen und dem Bahngebäude. Das heutige Passagiergebäude wurde in den 1950er Jahren erbaut.
Die Kirche der Bruderschaft Santa Croce aus der Barockzeit und die Pfarrkirche San Giovanni Battista aus dem frühen 18. Jahrhundert; die Kirche Maria Vergine dei Dolori, ein majestätisches Gebäude im klassischen Stil, das zu Beginn des 19. Jahrhunderts erbaut wurde, sind weitere Sehenswürdigkeiten.